# Saint-Valery-en-Caux
Saint-Valery-en-Caux ist eine französische Gemeinde mit 3884 Einwohnern (Stand 1. Januar 2022) im Département Seine-Maritime in der Region Normandie. Sie liegt an der Alabasterküste, einem Teil der französischen Ärmelkanalküste. Sie ist Hauptstadt des Pays de Caux Hauptort des gleichnamigen Kantons.

## Geografie
Die Gemeinde liegt jeweils 30 Kilometer von den Häfen Dieppe und Fécamp entfernt. Östlich und westlich des Ortes erheben sich steile Kreideklippen. Der geschützte Hafen beherbergt neben Fischerbooten vor allem Yachten.

## Geschichte
Der Ort wurde erstmals im Jahr 990 urkundlich als Besitz der Benediktinerabtei von Fécamp erwähnt.
Als sich Frankreich im Zweiten Weltkrieg unter deutscher Besatzung befand, kapitulierte hier 1940 die von den deutschen Truppen eingeschlossene britische 51st (Highland) Division. Im Kriegsverlauf wurden große Teile des Ortes zerstört. Am 17. Januar 1945 ereignete sich in Saint-Valery-en-Caux ein schwerer Eisenbahnunfall: Der Bahnhof von Saint-Valery-en-Caux bildete das Streckenende und war so ein Kopfbahnhof. Ein Zug überfuhr den das Gleis abschließenden Prellbock. 84 Menschen starben, 226 wurden verletzt. Am 1. September 1944 konnte der Ort befreit werden.

## Sehenswürdigkeiten

### Bauwerke
- Das Fachwerkhaus Maison Henri IV am Hafen stammt aus dem Jahr 1540 und beherbergt ein Museum und eine Touristeninformation.
- Ein kleiner Leuchtturm an der Hafeneinfahrt stammt aus dem Jahr 1872.

### Denkmäler
Auf der östlichen Klippe erinnert ein Gedenkstein an die britische 51. (Highland) Infanterie-Division. Daneben erinnert ein weiteres Denkmal an Dieudonné Costes und seinen Copiloten, die am 2. September 1930 auf der Route von Paris nach New York den Ort überflogen.

## Partnerstädte
Inverness in Schottland und Sontheim an der Brenz in Deutschland sind Partnerstädte von Saint-Valery-en-Caux.

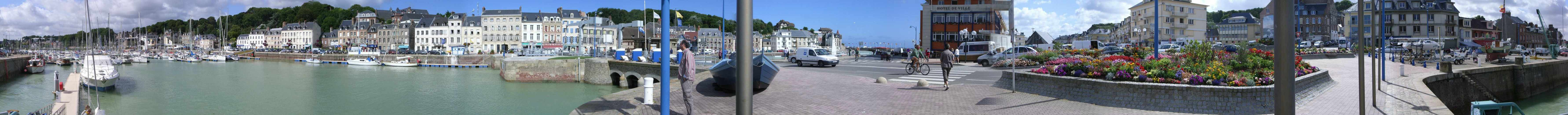
Panorama Saint-Valery-en-Caux

## Wirtschaft und Infrastruktur
Tourismus zählt heute zu den wichtigsten wirtschaftlichen Einnahmequellen. Sechs Kilometer südwestlich des Ortes liegt das Kernkraftwerk Paluel.

## Söhne und Töchter
- Jacques-François Ochard (1800–1870), Maler und Zeichenlehrer des jungen Claude Monet
- Paul-Félix Arsène Billard (1829–1901), römisch-katholischer Geistlicher
- René Cogny (1904–1968), General
- Fabien Canu (* 1960), Judo-Weltmeister